# IC 3754
IC 3754 — галактика типу SBab () у сузір'ї Діва.
Цей об'єкт міститься в оригінальній редакції індексного каталогу.